# Poesía dub
La poesía dub (también conocido en inglés como poetry dub o dub poetry) es una forma de interpretación poética consistente en el recitado o declamación de versos sobre una base de música dub y reggae. Al contrario que en el toasting o el dancehall, en los que también se recita, la representación, normalmente, está mucho mejor preparada y estudiada, dejando a un lado la improvisación. Además, en muchos casos, el poeta aparece en el escenario acompañado por un grupo musical que interpreta en directo las melodías, mientras que en el toasting o el dancehall se recita sobre bases musicales pregrabadas.
Las letras (o poemas) tratan habitualmente de aspectos de la vida política y social, con una fuerte carga militante, aunque también existen canciones de amor o elegías.
Este estilo musical apareció en Jamaica a finales de la década de 1970, con la aparición de una serie de álbumes considerados piedras fundacionales del estilo: Dread, Beat an' Blood de Linton Kwesi Johnson (LKJ) en 1977, Reflection In Red de Oku Onuora en 1979 o Rasta de Benjamin Zephaniah en 1980. Otro cantante y poeta importante dentro de este género es Mutabaruka que alcanzó gran relevancia con su álbum Check It de 1983. La explosión de la poesía dub tuvo lugar en los 80 y continuó en los 90, ya que muchos de los primeros artistas continúan con vida.

## Poetas dub significativos
- Noel "1st Noel Akajafada" Walcott III
- Lillian Allen
- Jean "Binta" Breeze
- Klyde Broox
- Bad Science
- Afua Cooper
- Michael St.George
- Mighty Jah-J! the Furious George aka George Paul Wielgus
- Queen Majeeda
- Desmond Faada Johnson
- Linton Kwesi Johnson
- Yasus Afari
- Ahdri Zhina Mandiela
- Michael Bailey 'Mbala'
- Mutabaruka
- Cherry Natural
- Oku Onuora
- Royal African Soldiers
- Mikey Smith
- Benjamin Zephaniah
- Haji Mike
- D'bi Young
- Malachi Smith
- Solange Sheppy
- Clifton Joseph
- No-Maddz ...(Shepherd, Creary, Gordon and Peart)
- Sista Marietta
- Levi Tafari